# Clarke Abel
Clarke Abel (1780 circa – Kanpur, 24 novembre 1826) è stato un chirurgo e naturalista britannico.

## Biografia
Abel accompagnò Lord Amherst nella sua missione in Cina nel 1816-17 con il ruolo di ufficiale medico capo e naturalista dell'ambasciata, per raccomandazione di Sir Joseph Banks. 
La missione fu il secondo tentativo infruttuoso della Gran Bretagna di stabilire relazioni diplomatiche con la Cina e comprese il viaggio alla capitale Pechino e ai celebri giardini botanici di Fa Tee nei pressi di Canton.
Mentre si trovava in Cina, Abel raccolse campioni e semi della pianta che reca il suo nome, l'Abelia chinensis, descritta dal segretario botanico di Banks Robert Brown, "con amichevole parzialità".
Comunque, un naufragio e un attacco di pirati sulla via del ritorno in Gran Bretagna causarono la perdita di tutti i suoi campioni.
L'opera Narrative of a Journey in the Interior of China di Abel, pubblicata nel 1818, riporta un resoconto dettagliato delle vicende sfortunate della raccolta. Fortunatamente, alcuni campioni erano da lui stati consegnati a Sir George Staunton a Canton, che cortesemente glieli restituì. 
I campioni vivi dell'Abelia cinese che si conoscono oggi furono introdotti in Europa da Robert Fortune nel 1844.
Nel marzo 1819, Abel fu eletto Membro della Royal Society.
Fu membro anche della Geological Society.
Abel fu il primo scienziato occidentale a riportare la presenza dell'orango sull'isola di Sumatra; l'orango di Sumatra Pongo abelii Lesson, 1827 fu così chiamato in suo onore.
In seguito divenne chirurgo capo di Lord Amherst, quando questi fu nominato Governatore Generale dell'India.
Abel morì a Kanpur, India, il 24 novembre 1826 all'età di 47 anni.